# Merka
Merka ókori egyiptomi hivatalnok volt az I. dinasztia vége felé, Ka és Szeneferka uralkodók alatt. Főleg szakkarai sírjából és egy sztéléről ismert.
Merkát a szakkarai S3505 sírja temették. Innen került elő sztéléje, rajta címeinek listája, amely az egyik leghosszabb olyan lista, amely I. dinasztia idején élt magánszemély címeit sorolja. Merka az elsők közé tartozott, akik viselték az iri-pat (kb. „nemesember”) címet, emellett szem-pap és Neith papja volt. További címei: „Az idegenek háznagya” (ˁḏ-mr-ḫ3st), „A Vadnyúl nomosz háznagya” (ˁḏ-mr-wnt), „Az étkezősátor elöljárója” (ḫrp-sḥ).

## Sírja
Merka sírja több szempontból is figyelemre méltó. Palotahomlokzattal díszített masztabasír, melynek északi részén először figyelhető meg a számos kultuszkamra, amelyekben Merka fából készült szobrai álltak. A sír homlokzata festett, gyékényfonatot ábrázoló mintával gazdagon díszített. Az építményt fal vette körül. A föld alatti részt folyosón át lehetett elérni, itt a sírkamrán kívül két mellékkamra található. A sírt már korán kirabolták, feltárásakor csak kő- és agyagedények voltak benne. Egy Ka nevével ellátott pecséthenger segítségével lehetett datálni a sírt, és azt, hogy mikor élt Merka. Merka neve többször előfordul az edények feliratain is, ezeken mindig a szetem címet is viseli. Emellett előkerült egy pecséthenger is a nevével. Ezek a leletek bizonyítják, hogy a sír tulajdonosa Merka, nem pedig Ka, ahogy azt többször feltételezték. A kőedények feliratain előfordul a kevés helyen említett Szeneferka király neve, az agyagpecséteken pedig egy máshonnan nem ismert uralkodó, Szehet neve is.

## Fordítás
Ez a szócikk részben vagy egészben  a   Merka című német Wikipédia-szócikk ezen változatának fordításán alapul.  Az eredeti cikk szerkesztőit annak laptörténete sorolja fel. Ez a jelzés csupán a megfogalmazás eredetét és a szerzői jogokat jelzi, nem szolgál a cikkben szereplő információk forrásmegjelöléseként.